# Solarino
Solarino (IPA: [solaˈriːno]; in siciliano Sularinu o più comunemente Sampàulu) è un comune italiano di 7 523 abitanti del libero consorzio comunale di Siracusa in Sicilia.

## Geografia fisica

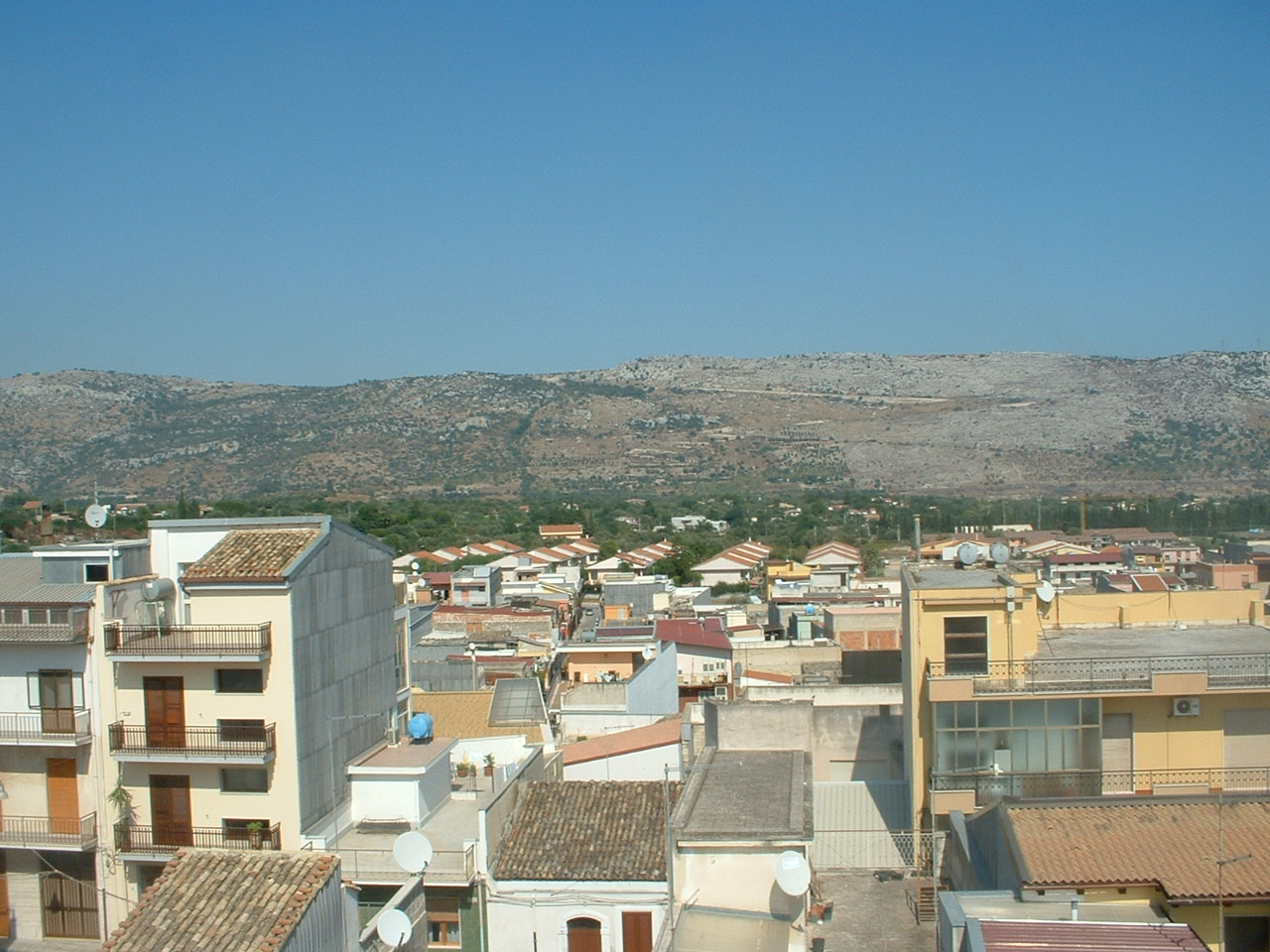
I Monti Climiti che dominano il panorama della zona nord di Solarino

Il centro abitato di Solarino sorge su un declivio collinare compreso fra 190 e 145 m s.l.m.; la casa comunale è posta a 165 metri sul livello del mare, pertanto tale è l'altitudine ufficiale del comune.
Anche il territorio comunale si estende su una zona collinare denominata Val d'Anapo, estrema propaggine orientale dei Monti Iblei che degradano verso la Piana di Siracusa, delimitata dai seguenti confini fisici: le cave Cirino e Spampinato-Culatrello a sud-ovest; i declivi dell'alta valle dell'Anapo a nord-est; la Piana di Floridia a sud-est. Per tale motivo, l'altitudine è variabile: si passa da una minima di 120 metri, in contrada Macchiotta ad una massima di 390 metri, in località Trigona, con un'escursione altimetrica di 270 metri.
L'aspetto dell'agro solarinese è caratterizzato dalla macchia mediterranea e dagli oliveti della zona collinare, nonché dagli agrumeti della pianura sottostante. Diffusi anche mandorli, carrubi e fichi d'India il più delle volte posti sui confini di proprietà degli stessi agrumeti.

### Clima
Il clima, temperato di tipo mediterraneo, è caratterizzato da inverni miti ed estati abbastanza calde e non si discosta molto, nella rilevazione dei valori, da quello del capoluogo di provincia. La temperatura raggiunge i valori più elevati nei mesi di luglio e agosto (37 °C di media, ma con punte anche superiori a 40 °C) e quelli più bassi nei mesi di dicembre e febbraio (che raramente raggiungono gli 0 °C), mentre la media annua si attesta intorno ai 18 gradi centigradi. I mesi più piovosi sono ottobre e novembre, quelli più secchi, luglio e agosto. Sono molto scarsi i fenomeni della nebbia e delle grandinate, così come i giorni caratterizzati da forti venti, che in inverno, provengono maggiormente da occidente, mentre in estate ed in autunno soffiano perlopiù da nord-est; rarissime le nevicate.
Per quanto attiene alla Classificazione climatica, introdotta dal D.P.R. n. 412 del 26 agosto 1993, il Comune fa parte della cosiddetta zona C, avendo un fabbisogno termico di 966 GG.
Solarino non ha stazioni meteorologiche. Un'indicazione di massima, però, è fornita principalmente dai dati rilevati dalla stazione di Siracusa ubicata a pochi chilometri dal territorio solarinese:
| Stazione di Siracusa | Mesi | Mesi | Mesi | Mesi | Mesi | Mesi | Mesi | Mesi | Mesi | Mesi | Mesi | Mesi | Stagioni | Stagioni | Stagioni | Stagioni | Anno |
| Stazione di Siracusa | Gen  | Feb  | Mar  | Apr  | Mag  | Giu  | Lug  | Ago  | Set  | Ott  | Nov  | Dic  | Inv      | Pri      | Est      | Aut      | Anno |
| -------------------- | ---- | ---- | ---- | ---- | ---- | ---- | ---- | ---- | ---- | ---- | ---- | ---- | -------- | -------- | -------- | -------- | ---- |
| T. max. media (°C)   | 14,8 | 15,3 | 17,1 | 19,7 | 23,7 | 28,2 | 31,3 | 31,2 | 28,1 | 24,0 | 19,6 | 16,3 | 15,5     | 20,2     | 30,2     | 23,9     | 22,4 |
| T. min. media (°C)   | 7,3  | 7,5  | 8,7  | 10,7 | 13,9 | 17,8 | 20,7 | 21,2 | 19,2 | 16,0 | 12,1 | 9,0  | 7,9      | 11,1     | 19,9     | 15,8     | 13,7 |
| Precipitazioni (mm)  | 75   | 52   | 44   | 30   | 16   | 5    | 3    | 7    | 44   | 78   | 94   | 78   | 205      | 90       | 15       | 216      | 526  |

### Territorio

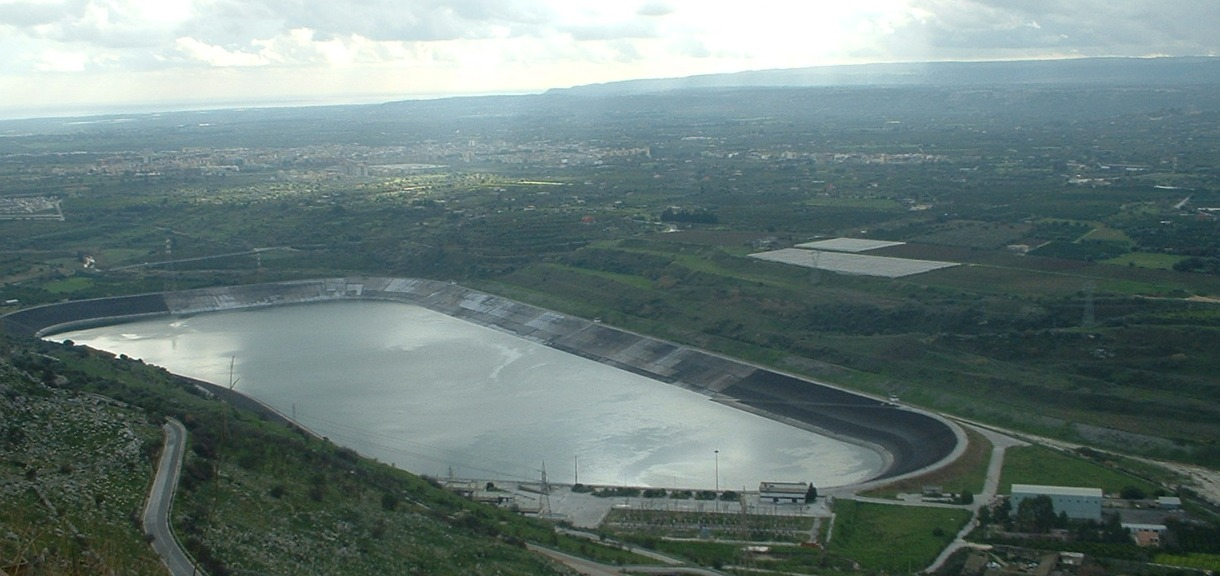
Centrale idroelettrica dell'Anapo.
Il bacino di contenimento inferiore, nei pressi di Solarino.

Il territorio comunale è considerato una zona a sismicità medio-alta (zona 2) ai sensi dell'Ordinanza PCM n. 3274 del 20/03/2003 che ha istituito la Classificazione sismica dei Comuni italiani.
Il motivo litologico predominante nel comprensorio comunale è caratterizzato da sedimi calcareniti biancastri - ben cumulati - che in superficie si presentano discretamente alterati ed incisi da valloni nei quali scorrono piccoli torrenti asciutti per gran parte dei mesi dell'anno. Tali sedimi sono stati denominati dalla letteratura geologica "formazione Monti Climiti" riferita all'Oligocene-Miocene. La roccia affiorante di natura calcarea, che costituisce più della metà del territorio, non ha una struttura uniforme, essendo in alcuni punti compatta ed in altri, abbastanza friabile, dando così origine a formazioni ipogee, come ad esempio la Grotta del Ventaglio. La rimanente parte, è costituita da rocce sedimentarie clastiche come brecce conchiliari risalenti al Quaternario ed al Pliocene, calcari sabbiosi, arenarie e conglomerati argillosi di pochi metri di spessore.
Dal punto di vista pedologico, i terreni solarinesi formati dalla decomposizione della roccia affiorante hanno un pH leggermente basico e un colore rossastro causato dalla presenza di idrossido di ferro proprio dell'ambiente alcalino dei calcari che favorisce la formazione di ematite; mentre, quelli di natura alluvionale hanno un colore che varia dal bruno, al rosso, al giallo cupo.
Per quanto concerne l'idrografia, il territorio solarinese rientra nel bacino del fiume Anapo che, a pochi chilometri dall'abitato, è stato convogliato in due invasi artificiali, al fine di sfruttare l'energia cinetica delle acque per produrre energia elettrica attraverso l'omonima centrale.

## Origini del nome
Secondo la tesi ad oggi più accreditata, il toponimo Solarino deriva dal siciliano sularinu, che significa "solitario", in riferimento all'eremo (eremita = solitario) attiguo alla chiesa di San Paolo un tempo esistente nel feudo. Secondo altri autori, invece, il toponimo è di origine latina derivando dalla parola solaris o solarium che significa "soleggiato", riferito alla posizione geografica del territorio. A fondamento e conferma di tale teoria, gli stessi autori pongono il riscontro con il nome di una delle contrade di Solarino, Soliardo, dal latino solis  (= sole) ardeo (= brucio, avvampo, splendo), cioè "brucio o splendo per il sole", e quindi "luogo assolato". A sostegno della prima tesi, il verbale della visita pastorale compiuta a Solarino il 20 settembre 1775 da mons. Giambattista Alagona, vescovo di Siracusa, in cui il borgo viene chiamato "San Paolo Solitario".
Solarino, però, non è sempre stato il nome del comune in questione. Durante il Regno delle due Sicilie infatti, il nome ufficiale del paese era "San Paolo Solarino". Tuttavia, già pochi anni dopo la fondazione, viene usato prevalentemente il toponimo "Solarino". Sono innumerevoli, infatti, i documenti - soprattutto ecclesiastici - che dimostrano tale volontà. Gli abitanti chiamavano il borgo con l'antico nome il quale è lo stesso di quello del feudo. A sostegno di questa verità inconfutabile viene un'annotazione rinvenuta dallo studioso Orazio Sudano presso l'Archivio Storico Diocesano di Siracusa. Nel documento viene specificato che il 20 settembre 1775 mons. Giambattista Alagona, vescovo di Siracusa e fondatore della celebre Biblioteca "Alagoniana", "visitavit oppidulum Sancti Pauli, vulgo Solarini", cioè "visitò il piccolo villaggio di San Paolo (nome imposto dal feudatario), correntemente chiamato Solarino". Il riferimento a San Paolo, però, non era del tutto casuale. Infatti, durante il viaggio che nel 60 d.C., dalla Cilicia lo portava a Roma, l'Apostolo delle Genti, approdato nel 61 d.C. a Siracusa vi sostò per tre giorni. Secondo la tradizione locale, durante tale sosta, nonostante la custodia militaris cui era sottoposto, il Santo visitò anche l'oppidum presente nella zona di Cozzo Collura, nei pressi dell'odierna Solarino, dove - si narra - fece miracolosamente sgorgare dell'acqua dopo aver battuto la terra con il piede; in effetti, in tale luogo sono stati ritrovati dei reperti archeologici relativi al periodo romano che va dal II al IV secolo tra cui i ruderi di una chiesa paleocristiana e un pozzo, ragion per cui, ancor oggi, il sito in questione è chiamato dagli abitanti del luogo Puzzu 'i San Paulu (Pozzo di San Paolo).
Quanto al cambiamento di denominazione del Comune da San Paolo Solarino in Solarino  secondo il francescano P. Serafino M. Gozzo tale evento è da collegarsi alla volontà politica del Sindaco che nel 1914 fece realizzare un timbro con la dicitura "Municipio di Solarino". Tuttavia questa affermazione è da rigettare poiché successivi studi hanno dimostrato tutt'altro. Allo stato attuale si può pienamente affermare che se ci fu una "laicizzazione" del toponimo "San Paolo Solarino" in "Solarino" essa avvenne molto prima del 1914, e precisamente intorno al 1830 quando il primo cittadino usava già un timbro ufficiale con la dicitura "Sindaco di Solarino", come si evince da una lettera ritrovata presso l'Archivio di Stato di Siracusa (Intendenza borbonica, busta 2248). Per non dire delle delibere del decurionato - che iniziano a datare dal 1º gennaio 1832 - le quali riportano sempre il toponimo "Solarino". Anche la parrocchia, verosimilmente nello stesso periodo, adottò un timbro recante la scritta "Parroco di Solarino". Il documento di maggiore importanza, però, risale al 1884. Quell'anno il sindaco dott. Michele Gozzo chiese ufficialmente - ed ottenne -, per il Comune di Solarino (e non di "San Paolo Solarino"), la separazione dalla sezione elettorale di Floridia, che fu concessa da Umberto I di Savoia con Regio Decreto n. 2562 del 4 agosto 1884.
Tuttavia il frate minore, che non era a conoscenza della documentazione sopra citata, con istanza presentata il 23 settembre 1978, si fece promotore di un'iniziativa popolare perché venisse ripristinato il nome di San Paolo Solarino; la sua richiesta, però, non ebbe alcun seguito da parte dell'amministrazione dell'epoca, nonostante fosse suffragata da oltre duemila firme di residenti. Il nome dell'Apostolo, tuttavia, non è andato perduto, ma continua ad esistere ancor oggi nella denominazione popolare dialettale del paese, appunto: San Paulu e nel conseguente nome per i suoi abitanti, detti sampalísi [14], spesso per dileggio da parte dei vicini floridiani.

## Storia
Sebbene siano molteplici le testimonianze archeologiche della presenza umana nell'odierno territorio comunale, fin dalla preistoria, la fondazione del primo nucleo abitativo si ebbe soltanto nel XVIII secolo ad opera del principe di Pantelleria Giuseppe Antonio Requisenz.
Le prime notizie certe su Solarino, però, risalgono al 1296 quando viene annoverato come feudo baronale nel ruolo dei feudatari da De Spucches. Fino ad allora, la storia tende a confondersi con la tradizione che vede la predicazione di San Paolo nelle terre solarinesi, durante la sosta di tre giorni che quest'ultimo fece a Siracusa nella primavera dell'anno 61.
Date fondamentali della storia solarinese, oltre al 25 aprile 1760, concessione della licentia populandi e, quindi, fondazione del primo nucleo abitato, sono il 20 dicembre 1827, giorno in cui il re Francesco I di Borbone concesse al "Comunello di San Paolo Solarino" l'autonomia amministrativa, ed il 13 luglio 1943, quando nelle campagne intorno al paese, dopo tre giorni di combattimenti, si concluse uno dei più sanguinosi scontri della seconda guerra mondiale in provincia di Siracusa, passato alla storia come Battaglia di Solarino.

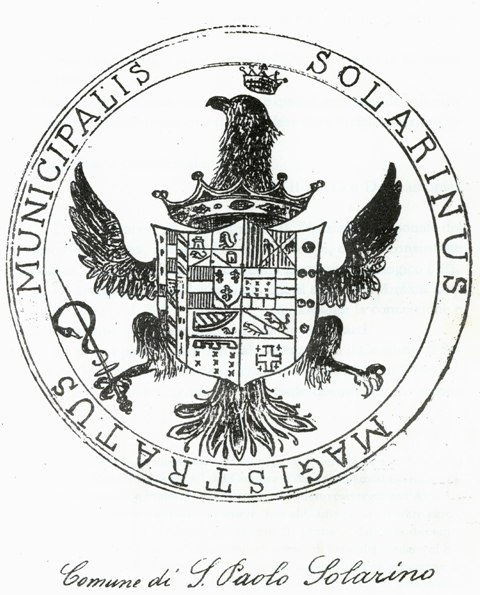
Emblema preunitario del Magistrato Municipale di Solarino (traduzione della dicitura ufficiale), abolito con la fine del dominio borbonico

### Simboli

Gonfalone comunale

Lo stemma civico venne concesso da Vittorio Emanuele III con regio decreto del 19 settembre 1921. Esso è uno scudo racchiuso da due fronde: una d'alloro ed una di quercia e sormontato dalla corona murale del Comune, la cui descrizione araldica è la seguente:«d'azzurro, a tre spighe di frumento, col sole nascente e raggiante al cantone destro dello scudo, il tutto d'oro».
Il gonfalone si presenta partito di giallo e d'azzurro, caricato dello stemma comunale e con l'iscrizione centrata in oro, recante la denominazione del Comune. Venne concesso soltanto negli anni ottanta con decreto del presidente della Repubblica, sulla base della delibera consiliare nº 19 del 14 maggio 1983.

## Monumenti e luoghi d'interesse

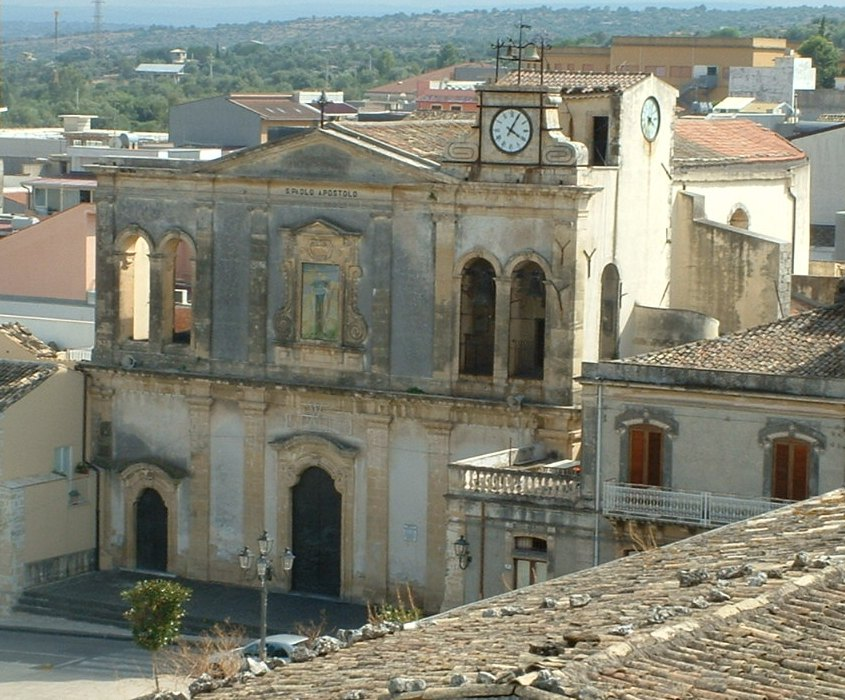
Chiesa madre di San Paolo Apostolo.

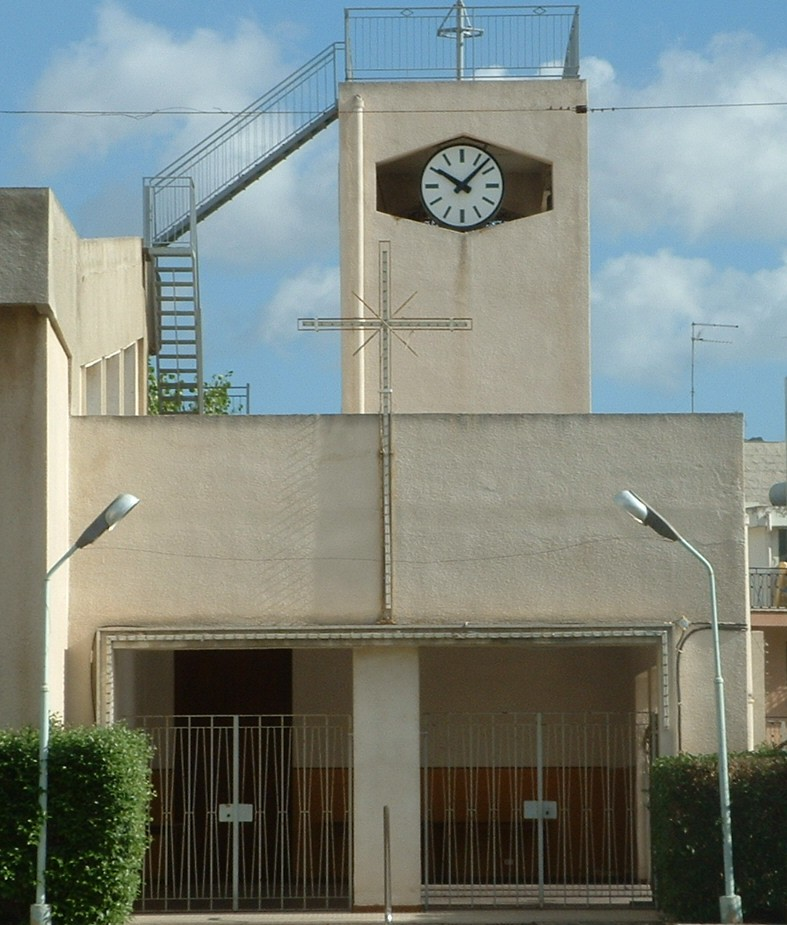
Chiesa della Madonna delle Lacrime

I principali siti d'interesse di Solarino sono senza dubbio quelli legati alla tradizione ed al culto del patrono, i cosiddetti "luoghi paolini", vale a dire il pozzo di San Paolo, la grotta di San Paolo ed i resti della chiesa di San Paolo che si trovano a Cozzo Collura, nonché la chiesa Madre del paese intitolata proprio all'Apostolo.
All'interno del centro urbano, poi, sono da segnalare il monumento ai Caduti (opera di Luciano Patania) e l'ospedale Vasquez, costruiti negli anni Venti del Novecento ed il recente monumento alla Pace.
Nei pressi dell'abitato, invece, degni di nota insieme ai già citati scavi di Cozzo Collura, sono la zona archeologica di Contrada San Demetrio, la necropoli di cava del Rivettazzo e la centrale idroelettrica dell'Anapo.
Di seguito, la descrizione dei luoghi di maggior interesse.

### Architetture religiose
- Chiesa Madre San Paolo Apostolo, posta sul lato sudoccidentale della principale piazza del paese (piazza del Plebiscito). I lavori di costruzione iniziarono nel 1764 ma venne aperta interamente al culto, ancora non del tutto rifinita, soltanto novant'anni dopo.[33]
- Chiesa Madonna delle Lacrime, costruita nel 1966 e consacrata dieci anni dopo, si trova in via Matteotti, n. 97 nel quartiere della Stazione, nella parte nordorientale del paese.[34]
- Cappella di San Pio da Pietrelcina, che si erge in Piazza Aldo Moro, un piccolo anfiteatro situato nella parte alta del paese.

### Architetture civili

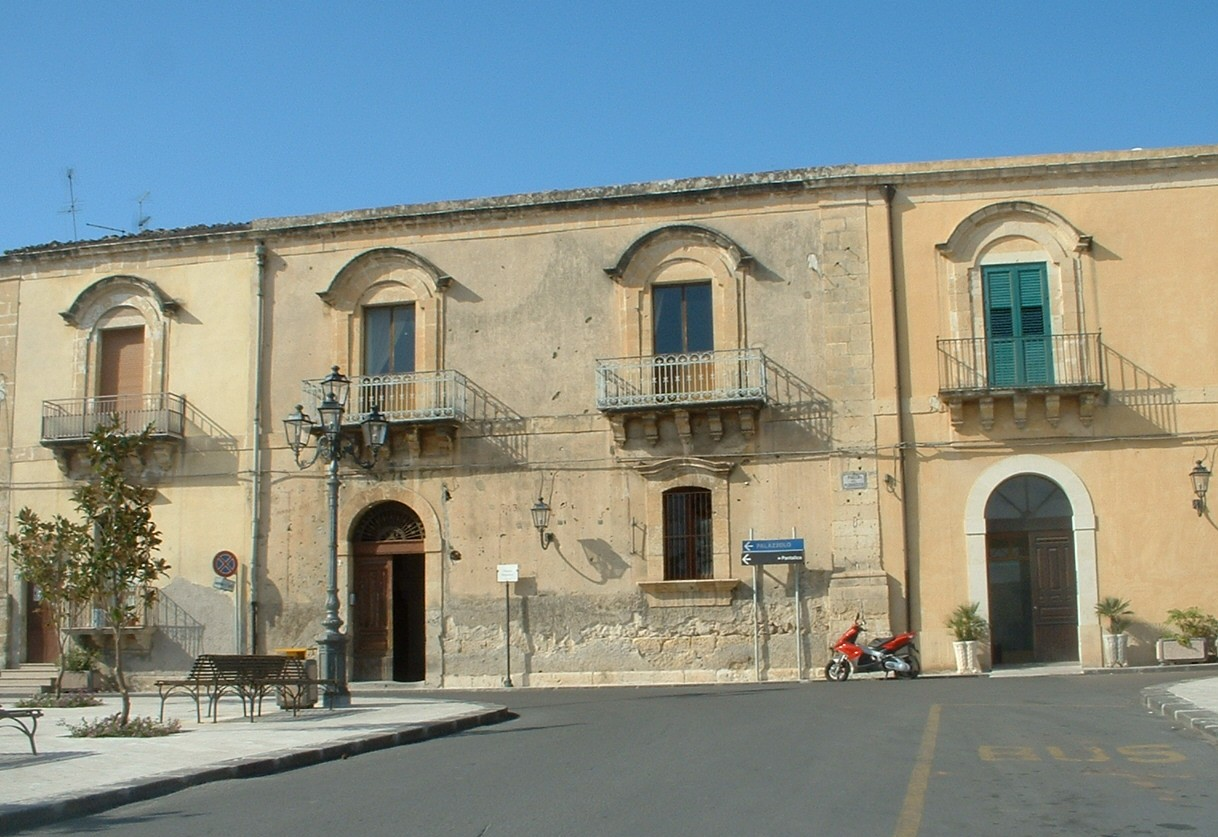
Il casino baronale

- Palazzo Requisenz (casino baronale), si trova in piazza del Plebiscito, quasi dirimpetto al palazzo comunale. Secondo lo storico Orazio Sudano fu costruito a partire dal 1754, con interventi di Luciano Alì, su strutture preesistenti. Nel 1993, a seguito del decreto dell'Assessorato ai beni culturali ed ambientali della Regione Siciliana n. 5732 del 27 marzo, a tale edificio venne concessa la tutela ai sensi della legge n. 1089 del 1939, vale a dire la sua elevazione a monumento nazionale d'interesse storico-artistico.[35]
- Palazzo municipale. Risale al 1927 ed occupa l'area di caseggiati sette-ottocenteschi già di proprietà della facoltosa famiglia Mezio.
- Palazzetto Sipala, di epoca umbertina, è situato lungo il Corso Vittorio Emanuele. Molto rimaneggiato, al suo interno è stata ricavata una struttura ricettiva di bed & breakfast.
- Ospedale "Giuseppe Vasquez", edificio in stile coloniale inaugurato nel 1928, si trova in via Piave, nella periferia sud del paese. Sorto come presidio sanitario, secondo l'intenzione del donatore dello stabile, a causa di varie vicissitudini politiche e burocratiche non fu mai utilizzato come tale.[36] Oggi viene utilizzato in concessione da parte del comune dall'AVIS, ANPAS e dal Gruppo Comunale della Protezione Civile.

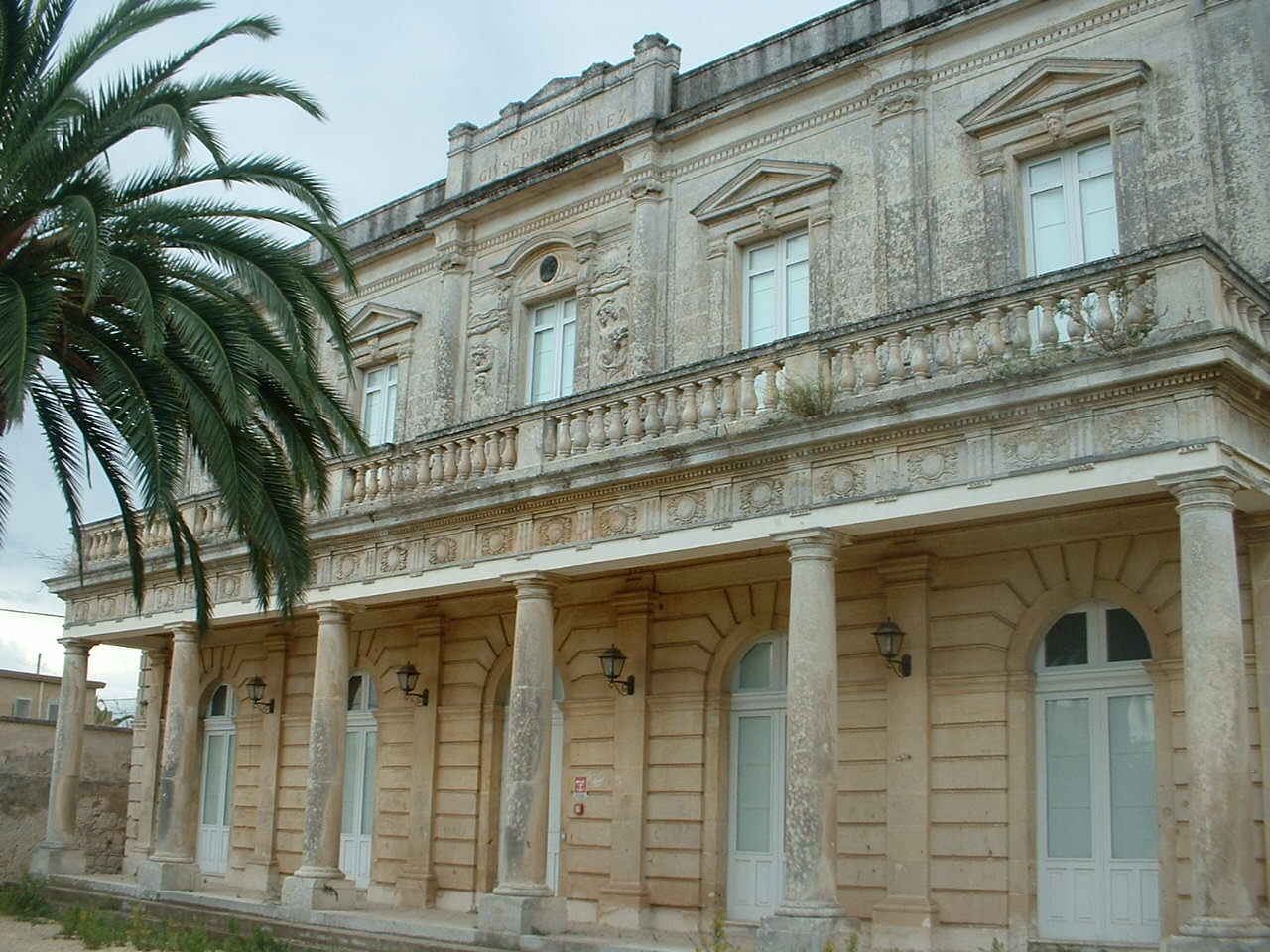
Ospedale Vasquez.

### Altro
- Monumento ai Caduti in Guerra, voluto dal podestà Salvatore Cianci, nel 1928, si trova sul lato nord-est di piazza del Plebiscito. Nel mese di aprile del 2007 è stato sottoposto a lavori di restauro, nell'ambito del più vasto processo di riqualificazione urbana che ha interessato la piazza su cui sorge, concernenti l'installazione di faretti per l'illuminazione autonoma e di colonnine in ferro a delimitarne il perimetro.[37]. Nella ricorrenza del primo centenario dell'entrata dell'Italia in guerra, il sindaco Sebastiano Scorpo ha provveduto a far incidere su lastre di marmo i nomi mancanti dei Caduti, omessi dal podestà Cianci sol perché non morti sul campo di battaglia. L'elenco si è potuto completare grazie alle ricerche del dott. Orazio Sudano al quale, l'11 luglio 2015, fu conferita la Cittadinanza Benemerita alla Memoria.
- Monumento alla Pace, costruito nel 1990 seguendo il progetto dell'artista Francesco Caldarella, rappresenta un Mercurio alato stilizzato ed è posizionato all'ingresso sud-est del paese, nel largo Gandhi.[38]
- Monumento in Memoria della Battaglia di Solarino, si trova tra le località Cugno Randazzo e Zaiera (zona Madonnina o Cava Campieri), sul margine sinistro - uscendo da Solarino - della SS 124, in direzione di Palazzolo Acreide, in prossimità del Km 102 e consiste in una lapide commemorativa posta nel 1993 in occasione del Cinquantenario della predetta battaglia, svoltasi dall'11 al 13 luglio del 1943[39]. Il testo della lapide fu composto dal dott. Orazio Sudano.

### Siti archeologici
- Cava del Rivettazzo, è una necropoli preistorica situata a circa 4 km a nord dell'abitato, lungo la strada provinciale che conduce a Sortino. La sua importanza consiste nel fatto che essa, nonostante le piccole dimensioni, è l'unico sito che testimonia tutte le fasi della civiltà sicula.[40] Una sepoltura della necropoli di Cava del Rivettazzo.

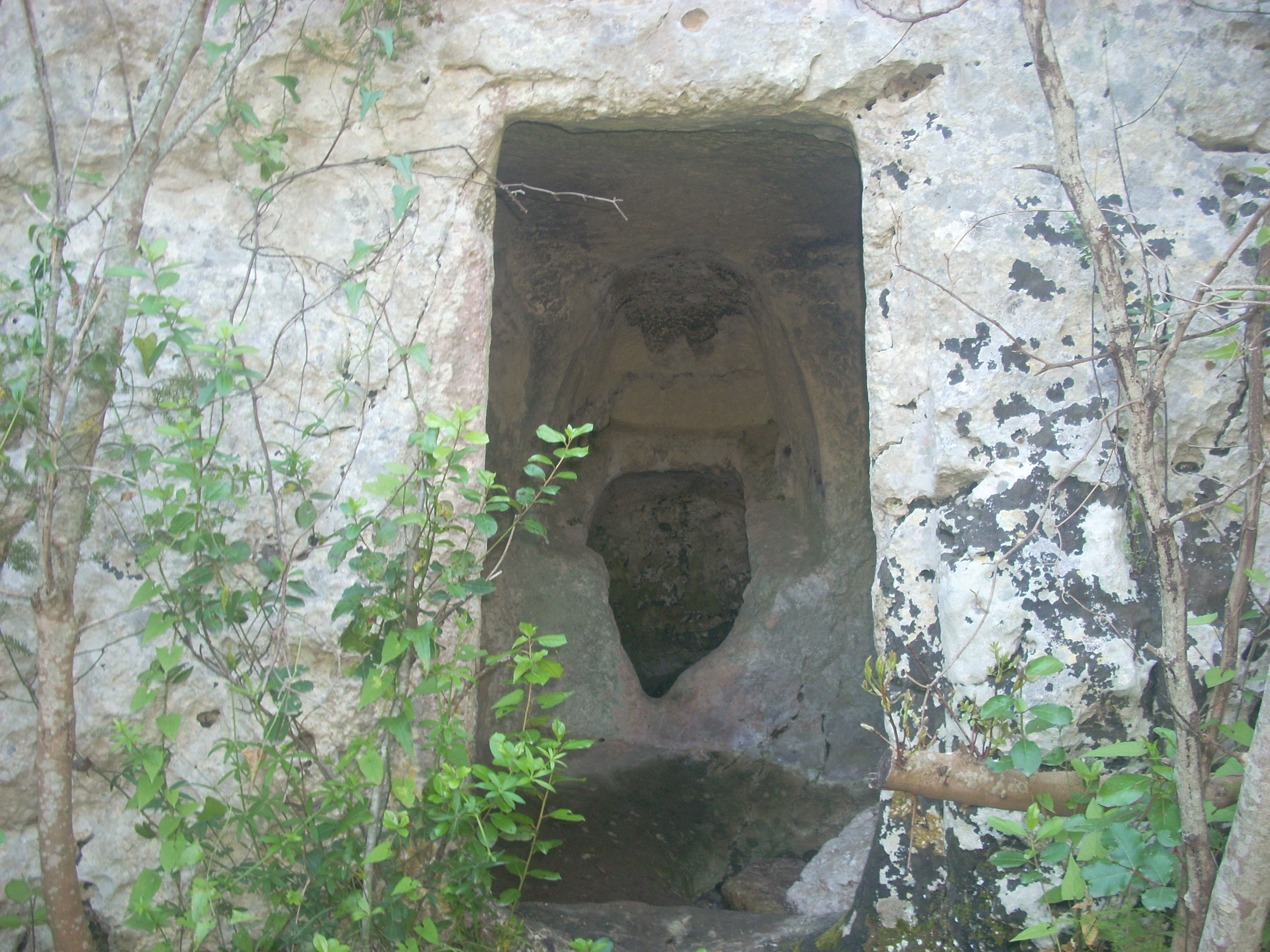
Una sepoltura della necropoli di Cava del Rivettazzo.

- Contrada San Demetrio, è una località che si trova poco distante da Cozzo Collura ed in cui sono stati ritrovati i resti di un insediamento risalenti al periodo tardo romano - bizantino.
- Cozzo Collura, è una zona rurale che si trova a circa 2 km ad est dell'abitato; di particolare rilievo sono gli omonimi scavi archeologici, risalenti a due differenti periodi storici, IV - III secolo a.C. e II - IV secolo d.C., testimonianza del primo nucleo abitato del comprensorio solarinese.[23]

### Aree naturali

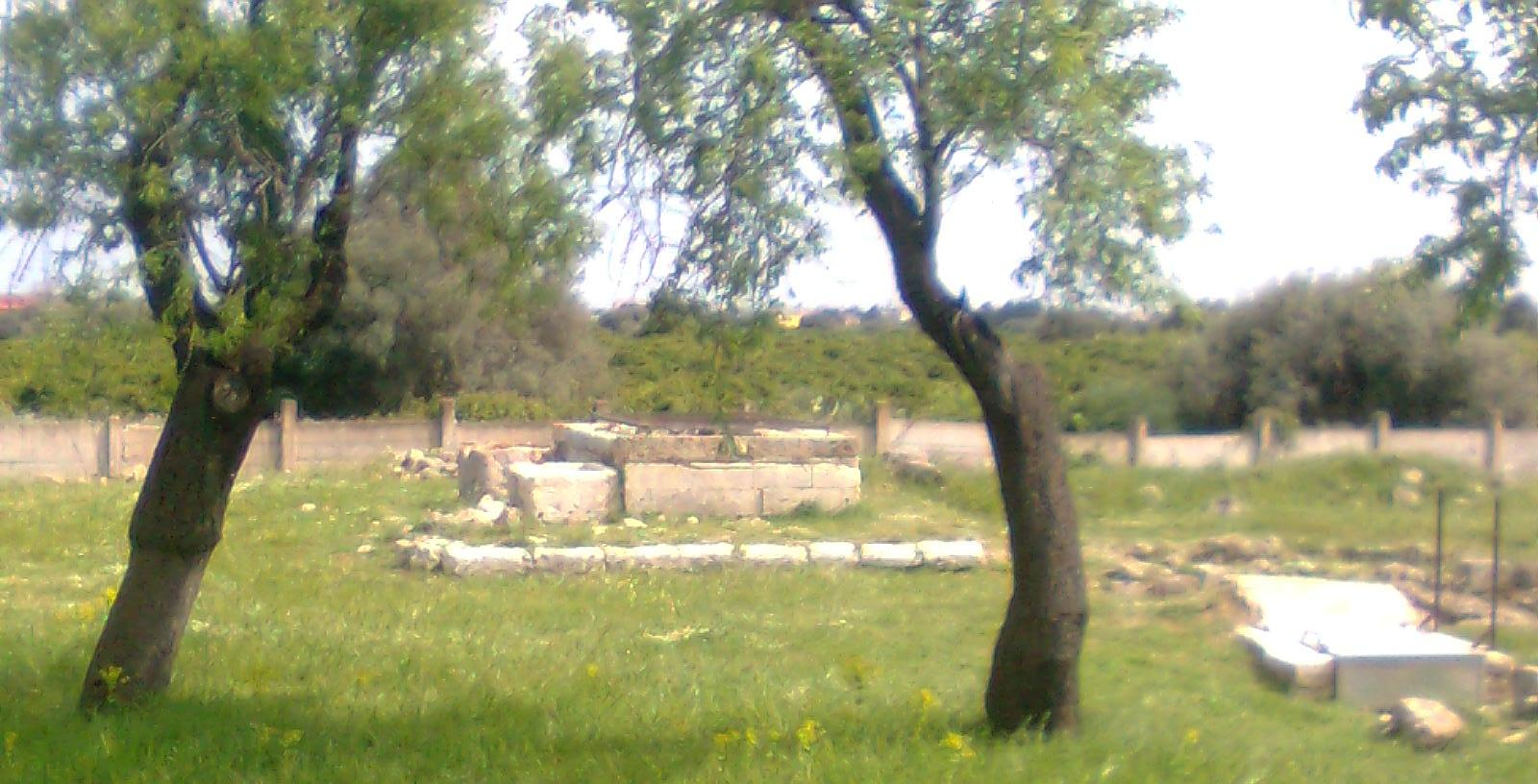
Cozzo Collura, Pozzo di San Paolo.

- Grotta del Ventaglio, è un ipogeo naturale che si trova sotto Via Dante. Scoperta casualmente alla fine degli anni Ottanta  del Novecento durante alcuni lavori di scavo,[41] attualmente il sito è chiuso al pubblico per via della posizione, in quanto situato sotto una strada urbana a soli 50 cm - un metro al massimo - dal piano stradale.[42]
- Parco "Robinson - Beata Maria Crocifissa Curcio", si trova in Via Palermo, di fronte alla Villa Comunale. Al suo interno sono installati vari giochi per bambini (altalene, giostre, scivoli) ed una tribunetta in legno, installata nel 2000, che sostituisce il "labirinto" da cui il parco originariamente prendeva il nome (Parco del labirinto).[43] Nel 2006 è stato dedicato alla Beata Maria Crocifissa Curcio.
- Parco Urbano "Maria Grazia Cutuli", progettato nel 2000,[44] si trova nella zona nordorientale del paese, alla fine di Via Ruggero Settimo e si estende su una superficie di 6060 metri quadrati. la sua area è delimitata da muretti a secco e da uno steccato in legno e comprende percorsi pedonali, ciclabili, aree di sosta e di gioco per i bambini. Il 20 dicembre 2001 è stato intitolato alla memoria della giornalista catanese uccisa un mese prima, in un attentato in Afghanistan.[45]
- Villa Comunale "Antonio Santangelo Fulci", istituita nel 1973, rimase chiusa al pubblico dal 1985 al 1997 a causa del protrarsi dei lavori di rifacimento e della mancanza di personale che badasse alla struttura. Estesa su poco più di 1300 metri quadrati, si trova in Via Palermo, nei pressi dell'Ospedale Vasquez e si sviluppa su vari livelli, a causa della conformazione collinare del terreno. I livelli sono messi in comunicazione tra loro attraverso una serie di scale e passerelle in legno. Al suo interno si trovano una pineta, un boschetto di cedri, faggi ed acacie ed un giardino roccioso.[46]

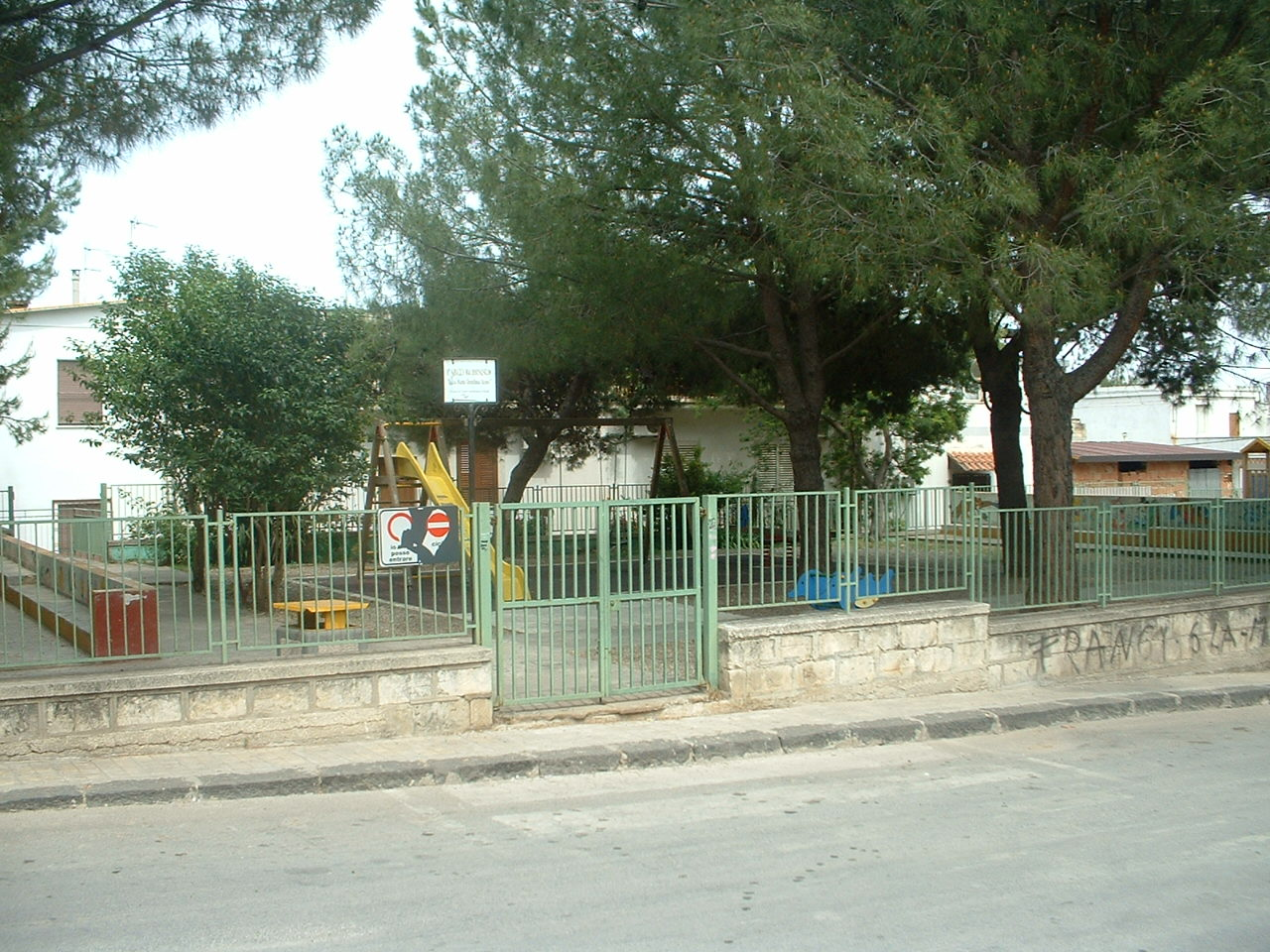
Il parco "Robinson Maria Crocifissa Curcio.

- Bacino inferiore della Centrale dell'Anapo, si trova a circa 4 km (2 in linea d'aria) a nord dell'abitato, lungo la Strada Provinciale 76 nei pressi del ponte Diddino. Posto a circa 84 m s.l.m., ha un'estensione di 460 km² e un'altezza di 30 metri con una capienza di 7 milioni di metri cubi d'acqua.[47] Dal 2002, l'Enel, che gestisce la centrale in oggetto, nell'ambito della manifestazione Centrali aperte, organizza una serie di manifestazioni, tra cui gare di moto d'acqua,[48] visite guidate all'impianto e lezioni teoriche e pratiche di canoa/kayak,[49] che hanno portato, nel 2003, alla stipula della convenzione tra il gestore elettrico ed i comuni di Floridia, Priolo Gargallo, Solarino e Sortino per la costituzione del "Centro Nautico di Anapo", il cui coordinamento sportivo è stato affidato a Davide Tizzano, campione olimpico di canottaggio a Seul 88 e Barcellona 1992.[50]

## Società

### Evoluzione demografica
Gli abitanti del primo nucleo abitato formatosi all'interno del feudo "Solarino" nel XVIII secolo erano coloni fatti giungere, oltre che da diverse località limitrofe (Floridia, Siracusa, Canicattini, Buscemi), anche dal Genovesato, dal Piemonte, da Malta («Terrae Melitae habitatores»), dal Marocco («Maronitii») e dai Castelli Romani («Terrae Collium prope Romam habitatores»), come si desume dal Registro parrocchiale dei battesimi della chiesa madre. Dai "Riveli delle anime e dei beni", ritrovati dallo storico Orazio Sudano presso l'Archivio di Stato di Palermo, si evince che nel 1766 il nuovo borgo contava 235 anime.
Agli inizi del Novecento, Solarino, fu interessata da un considerevole tasso di emigrazione, soprattutto verso gli Stati Uniti d'America e l'Australia, dove sorsero numerose comunità solarinesi (a New Britain nel Connecticut, a Paterson nel New Jersey e nel sobborgo di Melbourne, Moreland, in Australia) ma anche verso l'America Latina, l'Europa centrale (Svizzera e Germania) e le regioni dell'Italia settentrionale.
A seguito del boom economico e della nascita del polo petrolchimico siracusano nel tratto di costa compreso tra Targia ed Augusta, gran parte delle campagne furono abbandonate e Solarino, grazie alla propria posizione geografica - equidistante sia dagli agglomerati industriali che dal capoluogo di Provincia - conobbe il fenomeno dell'immigrazione con un conseguente incremento demografico, che l'ha portato ad essere, attualmente, il terzo maggior centro urbano della Provincia (dopo Siracusa e Floridia) per densità abitativa (566 ab./km²).
Abitanti censiti

### Etnie e minoranze straniere
Alla data del 31 dicembre 2007 a Solarino risultano residenti 169 cittadini stranieri, pari al 2,26% della popolazione. Le comunità nazionali più numerose sono: Romania, con 60 persone residenti e Polonia, con 47.

### Dialetto solarinese
Il dialetto solarinese fa parte della lingua siciliana e, specificamente, afferisce al "dialetto non metafonetico orientale". Esso, però, presenta delle peculiarità, specialmente nella fonetica, che lo differenziano da questo tipo di dialetti e specialmente da quelli dei Comuni limitrofi:
1. la degeminazione della doppia occlusiva retroflessa sonora [dd],[59] per cui le parole iddu (= egli, lui), nuddu (= nessuno), cavaddu (=cavallo) che in siciliano sono pronunciate [ˈiɖɖu], [ˈnuɖɖu] e [kaˈvaːɖɖu] in solarinese diventano idu, nudu e cavadu ([ˈiɖu], [ˈnuɖu] e [kaˈvaːɖu]).
2. la mancata retroflessione della occlusiva alveolare sorda [t] nella pronuncia dei nessi <tr> e <str>, quindi, le parole tri (= tre) e strata (= strada), che in siciliano si pronunciano rispettivamente [ˈʈɽi] e [ˈʂɽaːta], con un suono simile alle parole inglesi tree e street, in solarinese, manterranno il suono che le stesse avrebbero nella lingua italiana, vale a dire [ˈtri] e [ˈstraːta].

Con l'avvento della alfabetizzazione di massa, tali diversità resistono solo nella fascia di popolazione più anziana.

### Folclore: iciaràuli
Secondo una tradizione locale tutti coloro che nascono nella notte del 25 gennaio, data della Conversione di Paolo, possiedono la qualità taumaturgica - donata loro dal Santo - di poter guarire dai morsi di serpenti o dalle "passiature" (eritemi da contatto provocati da rettili o altri animali velenosi, quali scorpioni e tarantole). Secondo la leggenda, infatti, San Paolo è il protettore contro i rettili. Tale credenza, prende le mosse dall'episodio descritto da San Luca negli Atti degli Apostoli riguardo al morso procurato a Paolo nell'isola di Malta, da una vipera che, tra lo stupore dei presenti, non produsse alcuna conseguenza. Queste persone vengono chiamati "ciaràuli" (dal greco κεραυλής "keraulés", cioè suonatori di corno, dal momento che i primi e più antichi ciarauli, durante le guarigioni, erano soliti utilizzare degli strumenti musicali).
Il ciaràulu" o la ciaràula", perciò, sono individui che possono appartenere a qualsiasi classe sociale, dal momento che il "titolo" si acquisisce esclusivamente per diem natalem e che hanno come segno distintivo un'escrescenza sotto la lingua definita "impronta del ragno" o una piccola macchia a forma di serpente sotto il braccio destro. Tuttavia, la semplice nascita e l'"impronta" non sono bastevoli di per sé a far diventar ciàraulu una persona, ma è necessario seguire un vero e proprio iter formativo che inizia intorno ai sette-otto anni. Giunti a tale età, i "segnati" possono apprendere le formule scongiuratorie (ciarmi) da un altro ciaràulu, ma soltanto in chiesa e soltanto la notte di Natale durante la consacrazione dell'eucaristia, altrimenti le formule perderebbero d'efficacia.
La modalità di guarigione, abbandonato del tutto l'uso degli strumenti musicali, è la seguente: il ciaràulu, a digiuno, analizza la parte dolorante e giudica il tipo di morso, fa il segno della croce, bagna la parte con la propria saliva, quindi, fa un leggero massaggio, ripetendo mentalmente lo scongiuro ("ciarmu"). Questa operazione (da farsi la mattina e la sera, per tre giorni) viene ripetuta per tre volte e si conclude con un segno di croce. Nei secoli scorsi questa credenza popolare assegnava ai "ciarauli" capacità straordinarie tanto che erano in molti a portarsi in pellegrinaggio a Solarino, per sciogliere un voto di ringraziamento verso il Santo che li aveva fatti guarire da un morso di rettile o di un altro animale velenoso.

## Cultura
Allo stato attuale, le manifestazioni culturali di maggior riscontro riguardano la promozione del territorio, delle tradizioni popolari e religiose e dei prodotti enogastronomici.
Dal luglio 2016 è presente ed attivo nel territorio, sulla SS 124 in direzione Palazzolo A., alla fine di via Piave, un Museo Laboratorio, a fianco dell'ex frantoio comunale che ospita il neonato Museo etnoantropologico, con un teatro all'aperto con 300 posti a sedere. Nonostante l'assenza, fino al 2016, di appositi spazi come teatri e sale cinematografiche, frequenti sono le rappresentazioni teatrali che vengono messe in scena nelle piazze del comune - soprattutto nella stagione estiva - grazie all'iniziativa di alcune associazioni e compagnie teatrali locali. Anche il settore musicale è molto attivo, con la presenza di diversi gruppi, tra i quali i Qbeta, che da circa 4 anni trovano spazio per esprimersi e migliorarsi, presso la sala prove comunale situata all'interno del Museo Laboratorio etnoantropologico. Sporadiche, invece, le mostre di pittura, fotografia e scultura e gli incontri letterari che vedono come scenari l'aula consiliare "Falcone e Borsellino", l'istituto religioso "Cenacolo domenicano" o l'ex Ospedale Vasquez.

### Musei
Nel centro urbano sono presenti tre spazi museali privati: uno di carattere naturalistico, un altro sulla produzione artigianale femminile, ed il terzo, di carattere etnoantropologico.
Un ulteriore museo - anch'esso di carattere etnologico e gestito dalla Pro Loco- sorge all'ingresso ovest del paese, lungo la statale per Palazzolo Acreide, nei pressi dell'ex frantoio del Locozio.
- Ecomuseo Hyblon, ospitato nella struttura del Cenacolo Domenicano, in Via Padre Barbagallo, è un museo paleontologico - mineralogico che raccoglie esemplari del patrimonio naturalistico della zona iblea, provenienti non solo dalla valle dell'Anapo, ma anche da Cavagrande del Cassibile e da Vendicari.[66]
- Museo Permanente di Pizzi e Ricami Artistici, istituito nel 2003, si trova in Via Machiavelli e si basa su una collezione privata di merletti e ricami effettuati tra l'Ottocento e la seconda metà del Novecento e provenienti da ogni regione italiana.[67]
- Casa del Novecento, sita in Via Vincenzo Bellini, n. 43, consiste in una tipica abitazione solarinese risalente al periodo della prima guerra mondiale, restaurata ed adibita a mostra permanente di materiale etnografico locale.[68]

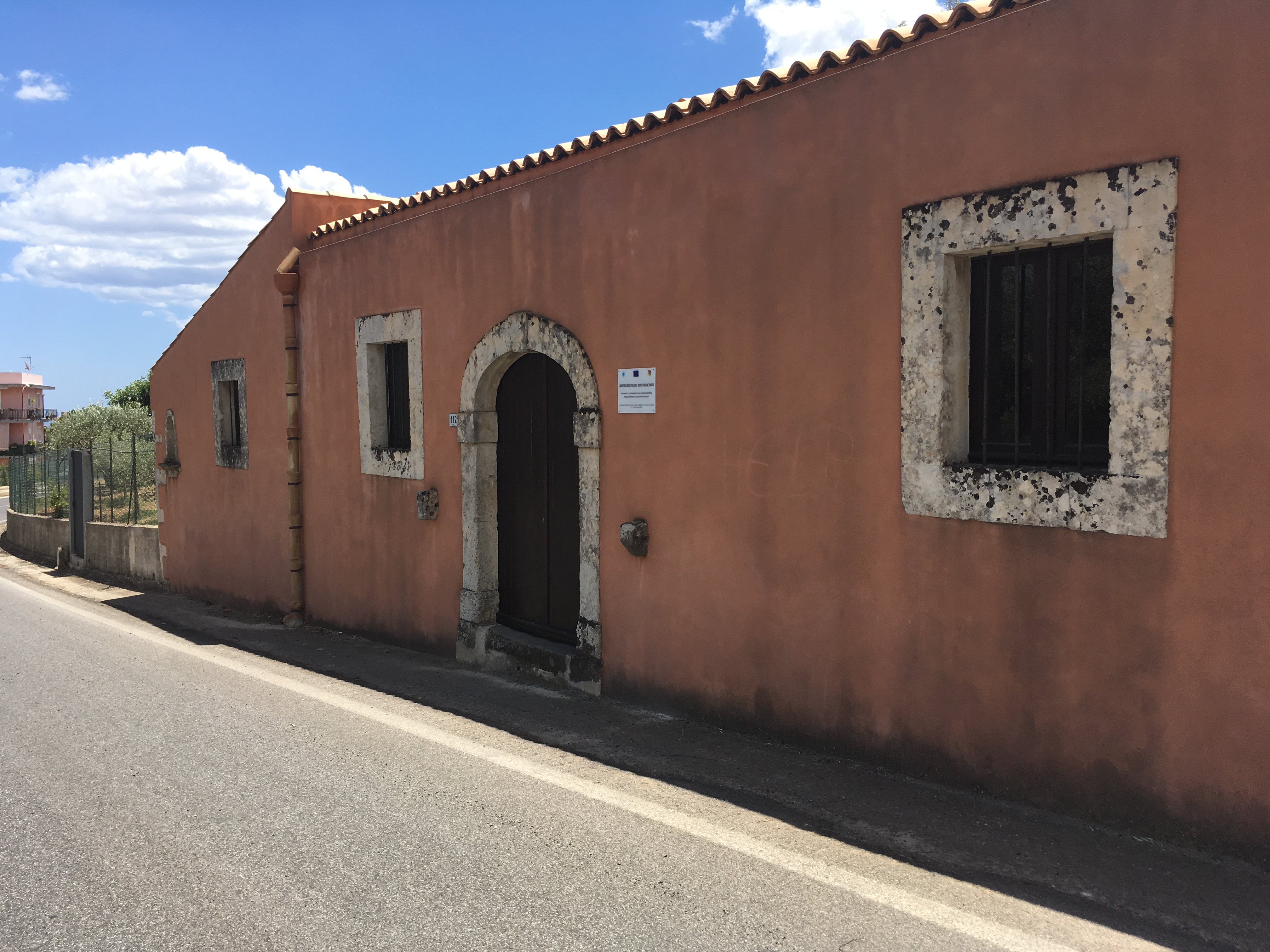
Museo etnoantropologico

- Museo etnoantropologicoMuseo etnoantropologico situato presso l'ex frantoio comunale, gestito dalla Pro Loco Solarino,  sulla SS 124 in direzione Palazzolo A., alla fine di via Piave (per l'esattezza via Piave 112) che raccoglie quasi tutto il materiale che era custodito presso l'Ecomuseo Hyblon del Cenacolo Domenicano di Solarino. Inaugurato il 16 luglio del 2016, ospita anche un carretto siciliano di fine '800, decorato con la cavalleria rusticana nella seconda metà del '900 da maestri modicani. In esso inoltre si può apprezzare la modalità con la quale venivano frante le olive raccolte fino a qualche decennio fa. All'interno vi è anche un frammento della grotta di Rabat in cui si rifugiò e pregò san Paolo nel suo passaggio a Malta, donato dai paolini di Rabat nell'agosto del 2016.

### Media

#### Radio
Solarino è sede dell'emittente radiofonica Radio Sud Orientale (meglio conosciuta come Radio S.O. o semplicemente R.S.O.) che trasmette nella zona di Siracusa in modulazione di frequenza (FM) sui 98.200 MHz. Fino ai primi anni novanta, da Solarino trasmetteva anche l'emittente Radio In.

#### Televisione
Dalla seconda metà degli anni settanta, segnatamente dal 1976, e fino al 1993 a Solarino ha avuto sede l'emittente televisiva Teleanapo, oscurata in seguito alla legge Mammì sulla regolamentazione del sistema radiotelevisivo pubblico e privato. Dal 2008, Teleanapo è ritornata a trasmettere in streaming, diventando una web TV.

### Cucina

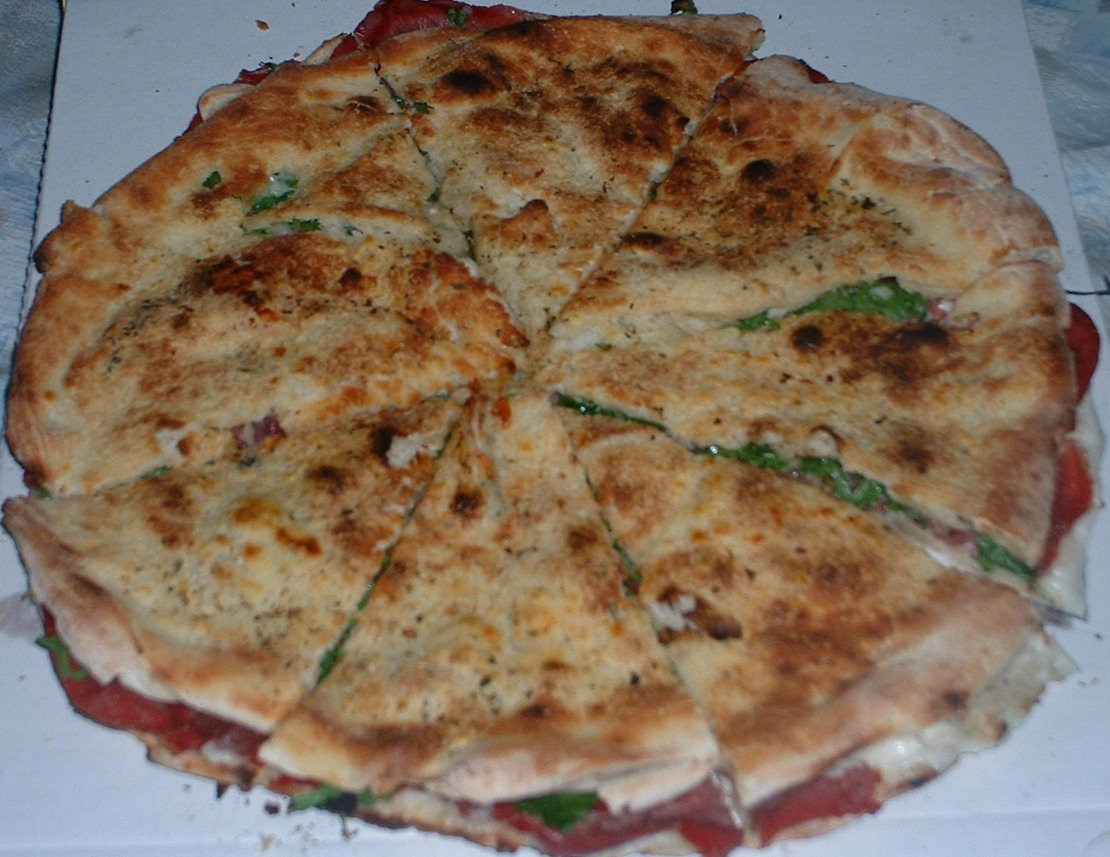
Un pizzolo

Prodotti tipici della tradizione culinaria di Solarino sono essenzialmente il pizzolo e la scacciata. Il pizzòlo, lo dice il nome stesso, è una sorta di pizza farcita il cui contenuto può variare: salumi, formaggi, carne o verdure. Mentre la scacciata è un particolare tipo di scaccia la cui farcitura è principalmente a base di verdure, patate e salsiccia, se salata; oppure a base di ricotta, miele o zucchero e cannella, nella sua versione "dolce" ed in tal caso prende il nome di scacciata 'i ricotta.
Altri piatti tipici, anche se non esclusivi di Solarino, in quanto comuni a tutti i centri della bassa Val d'Anapo (Floridia, Canicattini Bagni e la stessa Siracusa), sono le zippole (o crispeddi), "gocce" di pasta fritte, con all'interno uva sultanina, nella versione dolce, oppure pezzetti di alici salate, nella versione salata che si consumano per San Martino; i totò, dolci da forno natalizi ricoperti di glassa al cioccolato (totò neri) o al limone (totò bianchi) e le cassatelle di ricotta, dolci simili a crostatine farcite di ricotta, zucchero o miele, scorza d'arancia o limone e cannella.

### Eventi

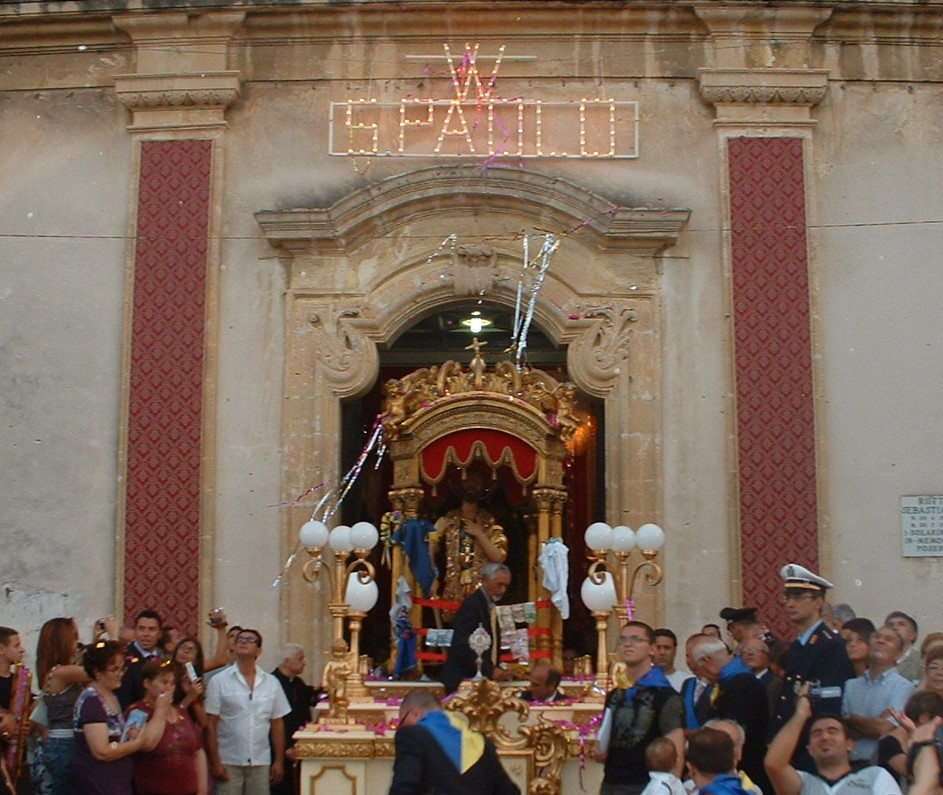
'A sciuta (l'uscita) del fercolo di San Paolo dalla chiesa madre per la processione, durante la festa patronale del 3 agosto 2008.

Gli eventi più importanti di Solarino sono le feste popolari religiose. La più antica e conosciuta a livello locale è quella della prima domenica d'agosto in onore del patrono San Paolo Apostolo, i cui festeggiamenti iniziano la settimana precedente  con varie manifestazioni collaterali, e di cui dà notizia anche l'etnologo Giuseppe Pitrè nell'opera Biblioteca delle tradizioni popolari siciliane.

La seconda festa più antica è quella di Maria SS. Annunziata ed è caratterizzata dalla vendita all'asta (â casa lìbbira, in siciliano) dei doni offerti alla Madonna. Una festa molto sentita fino ai primi anni 2000, ora diventata prettamente religiosa e poco folkloristica. Tra le feste religiose moderne troviamo quella dedicata alla Madonna delle Lacrime che si festeggia durante la terza settimana di Settembre, con eventi legati al culto Mariano e sagre di vario genere, una festa che risale all'inizio degli anni sessanta diventata molto sentita in particolar modo per le funzioni religiose. La festa di San Sebastiano Martire che avviene il 20 Gennaio e la seconda domenica di Maggio. Questa festa risale ai primi anni 2000, caratterizzata soprattutto dal viaggio "scausu" (scalzo, a piedi nudi) che si fa a San Sebastiano di Melilli il 4 Maggio per devozione o grazia ricevuta. Una festa molto semplice caratterizzata dalle solite funzioni religiose e dalla processione del santo per vie del paese.
Infine, sempre tra le feste più moderne,  troviamo quella di San Pio da Pietrelcina. La festa in questione nasce con la posa della statua del Santo di Pietrelcina in una cappella, inaugurata e consacrata il 5 Settembre 2009, situata in Piazza Aldo Moro, un piccolo anfiteatro che si erge nella parte alta del paese. La festa si svolge durante la prima settimana di Settembre.

## Geografia antropica

### Urbanistica

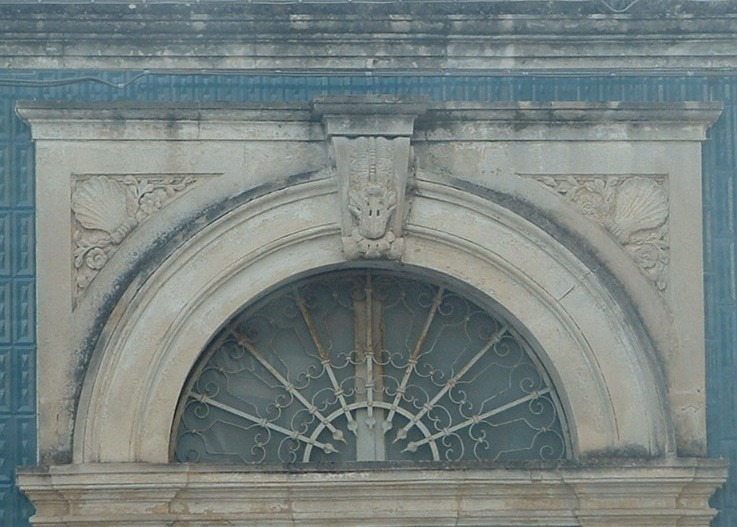
Particolare di una casa solarinese in stile Liberty.

Il centro urbano del Comune, sorto sulle zone che anticamente venivano denominate: Santa Croce, Badìa, Chiusa Fondaco, Stazione, Costa Casino, Fosso Barone, Cozzo Modicano e Piano Palazzo presenta un impianto a pianta ortogonale, di forma ovale. Il suo aspetto architettonico recente, dal momento che la fondazione del paese risale alla seconda metà del XVIII secolo, è caratterizzato - soprattutto nel quadrante Nord-Est (Vie Martiri delle Ardeatine, Vittorio Veneto, Nazario Sauro, quartiere Stazione) - dal cosiddetto "Attardamento della Decorazione Liberty", che si manifesta in particolari sagomature dei davanzali e delle cornici in pietra calcarea che sormontano porte e finestre delle case costruite sino agli anni quaranta e anni cinquanta.

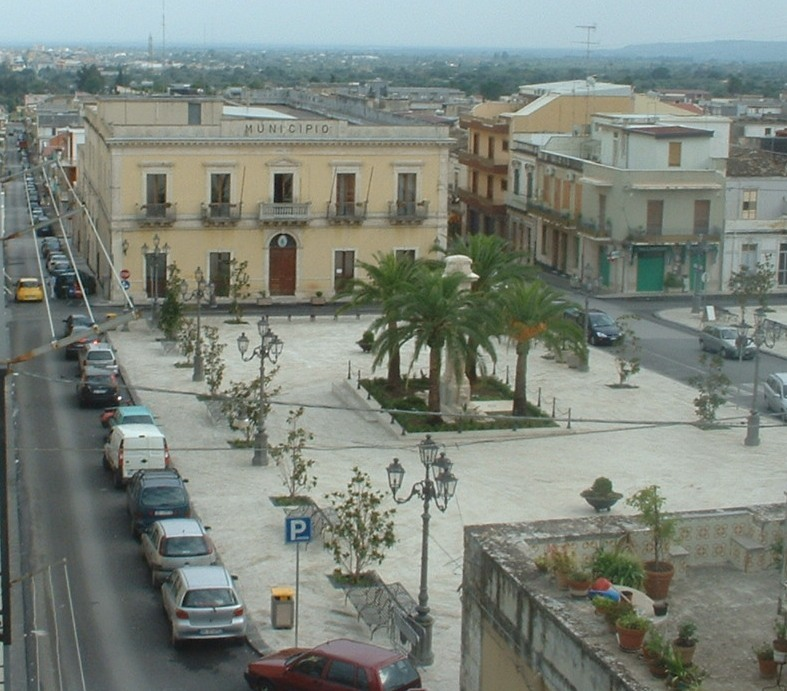
Il lato nord-est di piazza del Plebiscito, con al centro il monumento ai Caduti, ed il palazzo Conti Mezio (Municipio).

Cuore geografico, politico e religioso del paese è Piazza del Plebiscito. Di forma quasi quadrata, è divisa in due parti simmetriche dal corso Vittorio Emanuele e da essa si snodano le principali vie del paese e le strade provinciali e statali per Floridia, Siracusa, Sortino e Palazzolo Acreide. Vi sono presenti il Palazzo Comunale, la chiesa madre San Paolo Apostolo, il monumento ai Caduti in Guerra, il palazzo Requisenz e l'unica farmacia del paese.
Al centro del lato sudoccidentale della piazza, di fronte alla chiesa madre, si trova, poi, il maestoso pino piantato durante il fascismo per commemorare la scomparsa di Arnaldo Mussolini e che, dopo il secondo conflitto mondiale, venne ribattezzato in albero della Libertà, in ricordo della fine della guerra. Infine, da dicembre 2006 a luglio 2007, la piazza è stata oggetto di un vasto lavoro di restauro e consolidamento concernente la sostituzione della pavimentazione originaria con una nuova formata da blocchi di pietra bianca d'Avola, la rimozione dei pini marittimi che la arredavano (eccezion fatta per l'albero della Libertà), il successivo piantamento di magnolie e l'installazione di una nuova illuminazione pubblica, cosiddetta artistica, al fine di far risaltare i monumenti e gli edifici che vi si affacciano. La via principale è il corso Vittorio Emanuele, lungo circa 800 metri e che rappresenta il naturale proseguimento della SS 124, in esso sono presenti la caserma dei carabinieri, il palazzo Sipala e gran parte degli esercizi commerciali del paese.

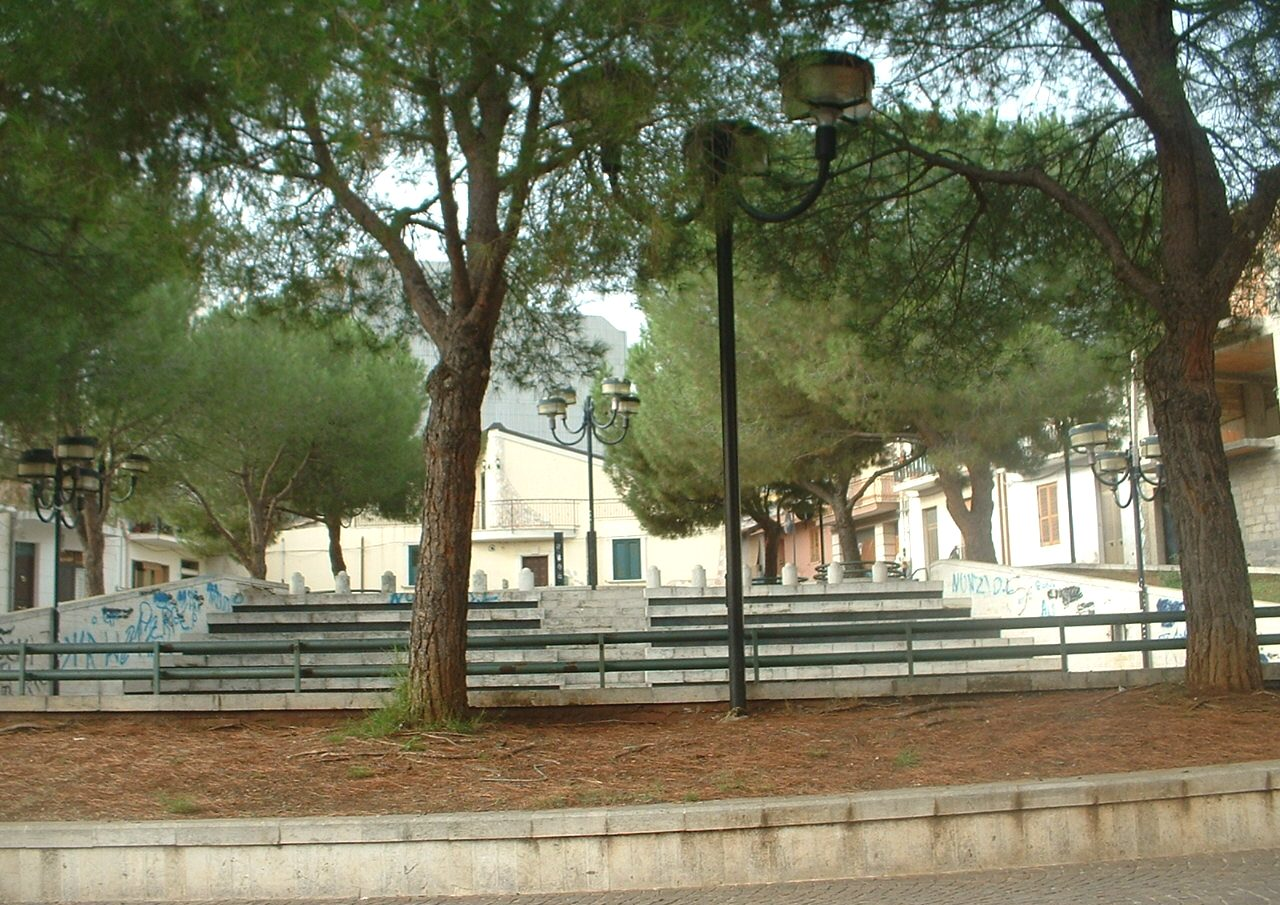
Piazza IV Novembre

Altri luoghi d'interesse, dal punto di vista architettonico - urbanistico, sono piazza IV Novembre (conosciuta dai solarinesi come piazza d'Erba, perché anticamente non era pavimentata e vi cresceva spontaneamente il prato), piazzale di circa 1000 metri quadrati situato nella parte occidentale del paese, la cui particolare struttura su due piani, ricorda quella della cavea e della platea di un teatro e che per tale peculiarità viene spesso utilizzata per rappresentazioni sceniche; piazza Aldo Moro, di forma semicircolare, nel cui interno è incastonata una gradinata affrescata con pitture murali sulla cui sommità, il 5 settembre 2009, è stata posta una statua di Padre Pio e piazzale Victor Rizza, intitolato alla memoria di un ricercatore italoamericano (di origini solarinesi) della Rockefeller University di New York morto insieme al figlio nell'incidente aereo del volo SR111 del 2 settembre 1998. Lo slargo, di forma ovale, è stato ricavato dalla confluenza delle vie Dante e Piave, nei pressi dell'ospedale Vasquez, è sopraelevato rispetto al manto stradale a causa del dislivello tra le due arterie ed al suo interno presenta una rotonda attorniata dal prato su cui sono state messi a dimora palme ed altri alberi d'alto fusto.

### Comprensorio comunale
Il territorio comunale ha una superficie di 1.301 ettari, risultando essere, così, il più piccolo della Provincia di Siracusa. I suoi confini sono: a nord e ad ovest con il Comune di Sortino; a nordest, con quello di Priolo Gargallo; ad est, ancora con Priolo Gargallo e con Siracusa; a sud e sudest con Floridia ed a sudovest con Palazzolo Acreide.
Le località extraurbane (chiamate localmente contrade) che concorrono a formarlo sono le seguenti: Balatazza, Calancon del vento, Carrubbazza, Case Rosse, Cassara, Cava Cirino, Conca di Porco, Costa Lucente, Costa di Palmieri, Costa Pernice, Cozzo di Morte, Cozzo Collura, Cozzo Coniglio, Cugno di Canne, Cugno Cardone, Cugno Randazzo, Finaiti, Fullone, Grotte di Conzo, Loco, Loco di Carciolo, Locozìo, Macchiotta, Maltese, Mangiapecora, Masseria, Pozzo Nuovo, Pozzo Oliva, Quartararo, Raina, Ràzzina, San Demetrio, Sellichisina, Sfardascarpe, Soliardo, Trigona, Vizzinisi, Loco di Zaiera, Zanno.
Molte di queste (Cozzo Amena, Cozzo Coniglio, Fullone, Macchiotta, Maltese, Mangiapecora, Pozzo Oliva), a seguito della crescita demografica del Comune, ormai fanno parte integrante dell'attuale centro urbano. Altre (Balatazza, Finaiti, Trigona, Cugno di Canne, Sellichisina), invece, essendo prossime al centro abitato ed a seguito della costante espansione edilizia che ha trovato nuova linfa a partire dagli anni novanta, si stanno urbanizzando, perdendo le loro caratteristiche rurali e divenendo sempre più la nuova periferia del paese.

## Economia

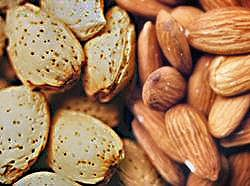
Le mandorle, una ricchezza per l'economia solarinese.

Dopo il boom economico degli anni sessanta ed a seguito della nascita del polo petrolchimico, l'agricoltura ha avuto una battuta d'arresto così come l'allevamento di bovini ed ovini, per cui la loro incidenza nel tessuto economico del paese è andata, col tempo, scemando ed attualmente, risulta alquanto modesta. Ciononostante, grazie alla capacità di riconversione economica di molti operatori locali, l'economia legata ai prodotti naturali (cereali, olive, carrube, mandorle, frutta ed ortaggi), sta tentando uno sviluppo in termini di lavorazione ed esportazione dei prodotti (dolci locali, miele, olio, conserve). Basti pensare che, sul Comune converge gran parte della produzione olivicola della zona, per la molitura e che, annualmente, a Solarino viene lavorata una quantità di mandorle di circa 65000 quintali, pari all'80% della produzione siciliana. Pertanto, due lavori tipicamente stagionali sono stati trasformati in stabile fonte di occupazione, grazie anche all'esportazione del prodotto finito su scala internazionale. Di conseguenza, nell'economia del paese, importante rilievo rivestono le industrie di trasformazione agroalimentare (caseifici, oleifici, molini, macellerie, industrie conserviere), l'apicultura, la lavorazione degli agrumi e dei prodotti ortofrutticoli.

### Prodotti
- Le arance rosse
- Le carrube
- I limoni di Siracusa[82]
- Le mandorle
- Il miele di timo[83]
- La mostarda
- L'olio d'oliva D.O.P. Monti Iblei, sottozona Val d'Anapo.[84]

### Mercati e fiere
- Il Mercato settimanale (in siciliano  'a fera), si svolge ogni lunedì mattina nel quartiere Stazione, nella zona compresa tra Piazza Vittime della Strada, Via Donizetti e Via Enna, in prossimità della periferia Nord dell'abitato.

## Infrastrutture e trasporti

### Strade
Le principali arterie stradali che servono il Comune sono:
- Strada statale 124 Siracusana che collega Solarino con Floridia, Siracusa e Palazzolo Acreide.
- Strada statale 114 Orientale Sicula che collega il comune, principalmente, con Catania (uscite: Siracusa nord, Siracusa, Priolo sud).
- Strada Provinciale 28, Solarino - Fusco - Sortino, strada panoramica che attraversa tutta la Valle dell'Anapo.
- Strada Provinciale 36, Solarino - Diddino, che collega il centro abitato con la provinciale per Priolo Gargallo, Belvedere e Città Giardino.
- Strada Provinciale 76, Diddino - Monte Climiti - Saiazza, che collega Solarino con Sortino e con Melilli.
- Strada Provinciale 78, Balatazza - Trigona, che collega il centro urbano con le due omonime contrade e si innesta sulla Strada Statale 124 al km 99.

### Ferrovie

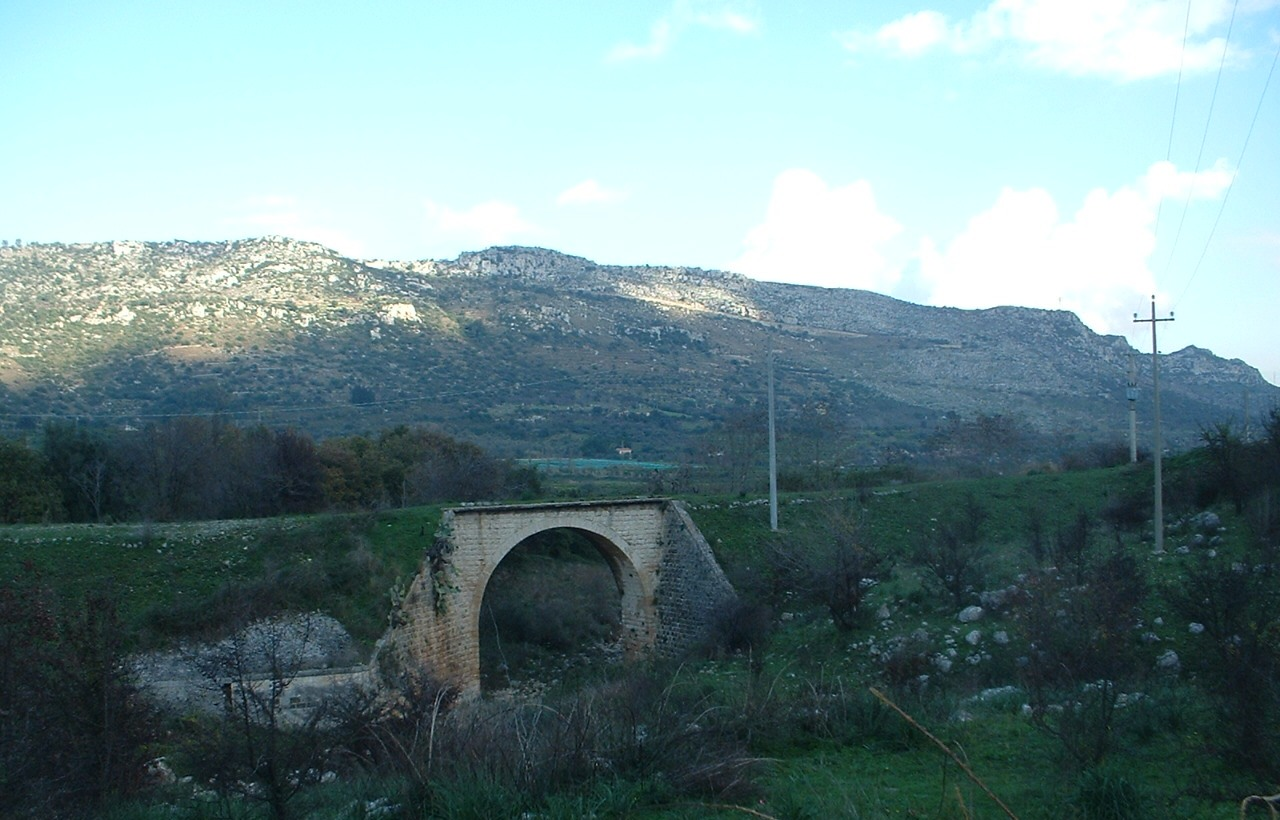
Ponte ferroviario sul tracciato dismesso della Siracusa-Ragusa-Vizzini, nei pressi di Solarino.

Dal 19 luglio 1915, per circa quarant'anni, fu attiva la stazione ferroviaria "Solarino" situata a 144 m s.l.m., al km 17,172 del tracciato della ferrovia Siracusa-Ragusa-Vizzini, in una zona facente parte della contrada Pozzo Oliva, che attualmente corrisponde con il viale della Patria, nella periferia nord-est del paese. Detta stazione, fino al 26 luglio 1923, rappresentò il capolinea della tratta stessa; mentre il 30 giugno 1956 vi partì l'ultimo treno diretto a Siracusa trainato dalla locomotiva 03 (denominata Solarino) che giunse alla stazione di Siracusa Nuova alle 9:30, dopo poco più di mezz'ora di viaggio, con gli ultimi rotabili da accantonare. Successivamente a quella data, infatti, in conseguenza del decreto Angelini che disponeva la chiusura dei cosiddetti "rami secchi" delle ferrovie, venne soppresso l'intero percorso ferroviario, che dal secondo dopoguerra si era ridotto al tronco iniziale "Solarino - Siracusa Nuova". A seguito dello smantellamento della strada ferrata, la stazione ferroviaria di riferimento è quella di Siracusa che dista meno di 20 km dal centro urbano.

### Mobilità urbana
I trasporti interurbani di Solarino per Floridia, Siracusa, Sortino, Cassaro, Ferla e Palazzolo Acreide vengono svolti tramite autolinee AST e con Catania, Aeroporto di Catania-Fontanarossa, Floridia, Belvedere e Priolo Gargallo, tramite gli autoservizi dell'Interbus.

## Amministrazione
Dall'ottenimento dell'autonomia comunale (1827) ad oggi (2023), si sono succedute 90 amministrazioni comunali, alla guida delle quali c'è stato 60 volte un sindaco, 12 volte un commissario, 7 volte un facente funzione, 6 volte podestà ed una volta ciascuno, un magistrato municipale ed un regio delegato. Nel 1943, poi, per tre mesi, il Comune fu sottoposto al Governo Militare statunitense dei territori occupati (AMGOT); così come furono di nomina alleata i primi due sindaci del secondo dopoguerra.
Fino ad oggi, la sindacatura più longeva è stata quella di Michele Gozzo che amministrò Solarino per ben 14 anni consecutivi, dal 1882 al 1896, mentre quella più breve, durata appena 54 giorni, dal 5 gennaio al 28 febbraio 1990, spetta a Benito Cassia. Durante la Prima Repubblica, il partito politico che ha avuto più sindaci è stato la Democrazia Cristiana (22 su 31 amministrazioni). Con l'elezione diretta dei sindaci, introdotta dalla legge 25 marzo 1993, n. 81, il primo cittadino ad essere eletto per due mandati consecutivi (2012-2022) è stato Sebastiano Scorpo, esponente di una lista civica; mentre hanno ricoperto la carica di sindaco, per cinque volte l'esponente di una lista civica, per due volte il candidato del centrodestra  e, per due volte, il candidato del centrosinistra. Nel 2025 viene eletto il primo sindaco non residente a Solarino e deputato regionale, l'on. Tiziano Spada. 

### Gemellaggi
- New Britain, dal 23 settembre 1985.[97]
- Aninoasa, dal 21 luglio 2001.[98]
- Città di Moreland, dal 26 gennaio 2007.[99]
- Tepelenë, dal 28 novembre 2022

### Altre informazioni amministrative
- Il comune appartiene alla Regione agraria n.5 - Piana di Siracusa.[100]
- Dal 2010,[101] Solarino fa parte dell'Unione di comuni denominata Unione dei Monti Climiti insieme al contiguo comune di Floridia.[102]

## Sport
Il calcio, lo sport più praticato e più seguito dai solarinesi, non ha mai regalato grandi risultati, attestandosi a livelli medio-bassi. Nel Comune sono state presenti diverse formazioni che hanno sempre militato in campionati dilettantistici regionali: la Solarinese, il Gruppo Sportivo San Paolo, e lo Sporting San Paolo.
Gli anni d'oro del calcio solarinese risalgono alla stagione 1976/77 quando fu la Mobili Burgio Solarino a portare il nome del paese nell'allora massimo campionato regionale per la prima volta salvandosi poi per tre stagioni consecutive prima di retrocedere. Solarino tornò ancora protagonista alle porte del 2000 quando lo storico San Paolo sfiorò più volte il campionato di Eccellenza per poi vendere il titolo all'Aretusa nel 2004. A seguito del fallimento di tutte le società solarinesi via via avvicendatisi negli anni, nella stagione 2015-16 il Florenzia trasferisce il titolo sportivo dalla vicina Floridia a Solarino, con la nascita dell'ASD Solarino Calcio militante nel campionato di Prima Categoria. Dopo una prima stagione entusiasmante sono poi arrivate una retrocessione nella campionato di Seconda Categoria e il successivo fallimento. Nell'estate 2017 è nato poi un nuovo progetto sportivo con una nuova società pronta a riportare l'entusiasmo: il nuovo ASD San Paolo. Il team gialloblù, guidato da Tito Mangiafico, ha vinto subito il campionato di Terza Categoria ibleo, volando in Seconda Categoria, dove ha ottenuto una facile salvezza. La società solarinese nella stessa stagione sfiorerà anche uno storico titolo con la categoria Under 17, guidata da Kevin Giliberto, arrendendosi in semifinale all'Accademia Siracusa.
L'estate 2019 si è rivelata tra le più focose della storia calcistica solarinese: lo Sporting Priolo ha trasferito il proprio titolo di Promozione a Solarino, trovando l'accordo di collaborazione con la società locale dell'ASD San Paolo 2017, da ciò nasce l'ASD Climiti Football Club. Nello stesso anno viene fondato il nuovo Sporting San Paolo 2019. Nel mondo del calcio giovanile gravita invece la Jogging Club.
Per quanto riguarda il ciclismo, Solarino è stata sede del Trofeo Pantalica, gara internazionale di ciclismo su strada per ciclisti professionisti, ed ospita inoltre alcune manifestazioni dilettantistiche, tra le quali il trofeo Silvio Pellico, nato nel 1989, che si corre tra aprile e maggio di ogni anno su un circuito cittadino di circa 5 km da compiersi più volte per un totale di 74 km; e la Coppa San Paolo Apostolo, gara notturna riservata alle categorie giovanili che si svolge, dal 1952, nell'ambito dei festeggiamenti in onore del Patrono.
È originario di Solarino il ciclista Giuseppe Palumbo, vincitore di due titoli mondiali juniores su strada, nel 1992 e nel 1993,
Altrettanto praticata è l'atletica leggera che, a differenza degli altri sport, ha dato notevole lustro a Solarino soprattutto nei campionati juniores regionali e nazionali. Originaria di Solarino è la martellista nazionale italiana Laura Gibilisco.
Per il rugby la squadra locale è stata la società Elettro Club Solarino militante nel campionato di Serie C per la stagione 1998-99.
A partire dalla stagione 2023-24 la Paomar Volley disputa qui le sue partite casalinghe dopo essersi trasferita dal capoluogo Siracusa.

### Impianti sportivi

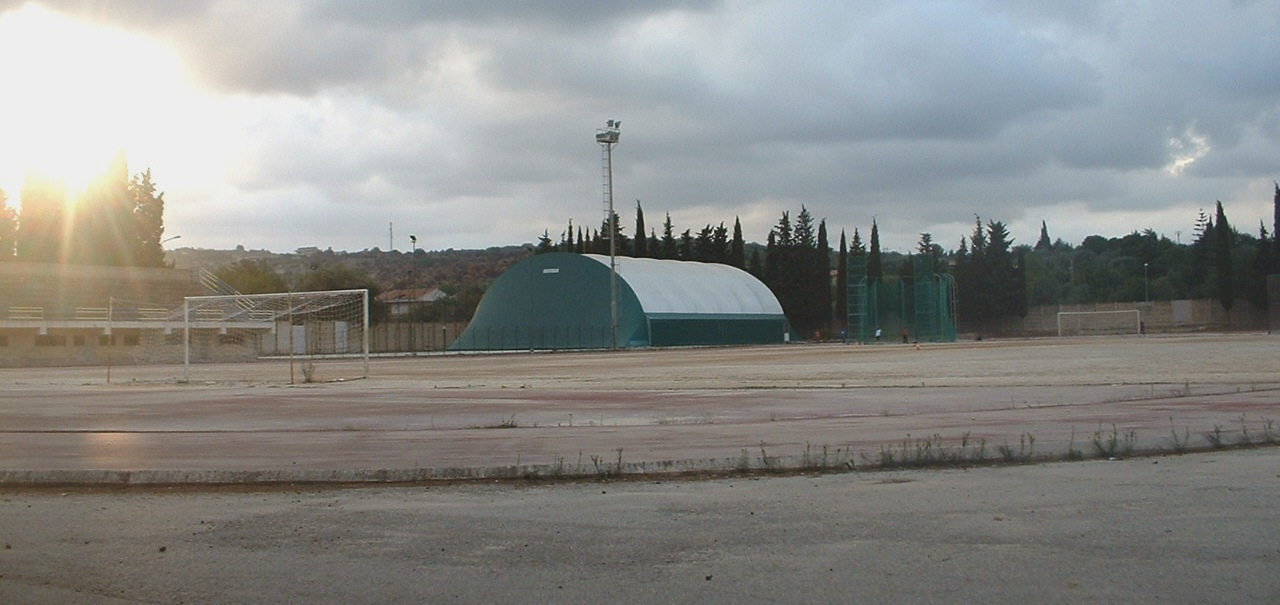
Stadio Comunale "Pippo Scatà" e Tensostatico "Davide Triolo".

- Stadio Comunale "Pippo Scatà", dedicato al mediano solarinese degli anni settanta, scomparso a soli 48 anni[112], si trova a Nord dell'abitato ed è un impianto sportivo polifunzionale, in quanto è comprensivo oltre che del campo da calcio, in terra battuta, di pista per l'atletica leggera, fossato per il salto in lungo, pedana per i lanci (peso, disco, martello), nonché di un campo da tennis, di un campo di calcio a 5.
- Tensostatico "Davide Triolo", la struttura, intitolata alla memoria del giovane discobolo solarinese, scomparso tragicamente nel 2004 a soli 27 anni[113], si trova all'interno del perimetro dello stadio comunale; è stata inaugurata il 2 aprile del 2006 e viene utilizzata soprattutto per il volley ed il basket.
- Centro Sportivo "Superball", si trova in contrada Masseria (2 km ad Est del centro urbano, nei pressi del sito archeologico di Cozzo Collura) ed è il campo di gioco sia della società di Calcio a 5 Green Sport, sia della ASD Nuovi Orizzonti, squadra campione d'Italia 2011/12 nel Calcio a 5 per ciechi, categoria B1[114]. Nel giugno 2012, la struttura ha ospitato la finale di Coppa Italia di Calcio a 5 per ciechi, categoria B1[115].
- Campo di tiro, si trova in località Cugno di Canne.